# Río Slavianka

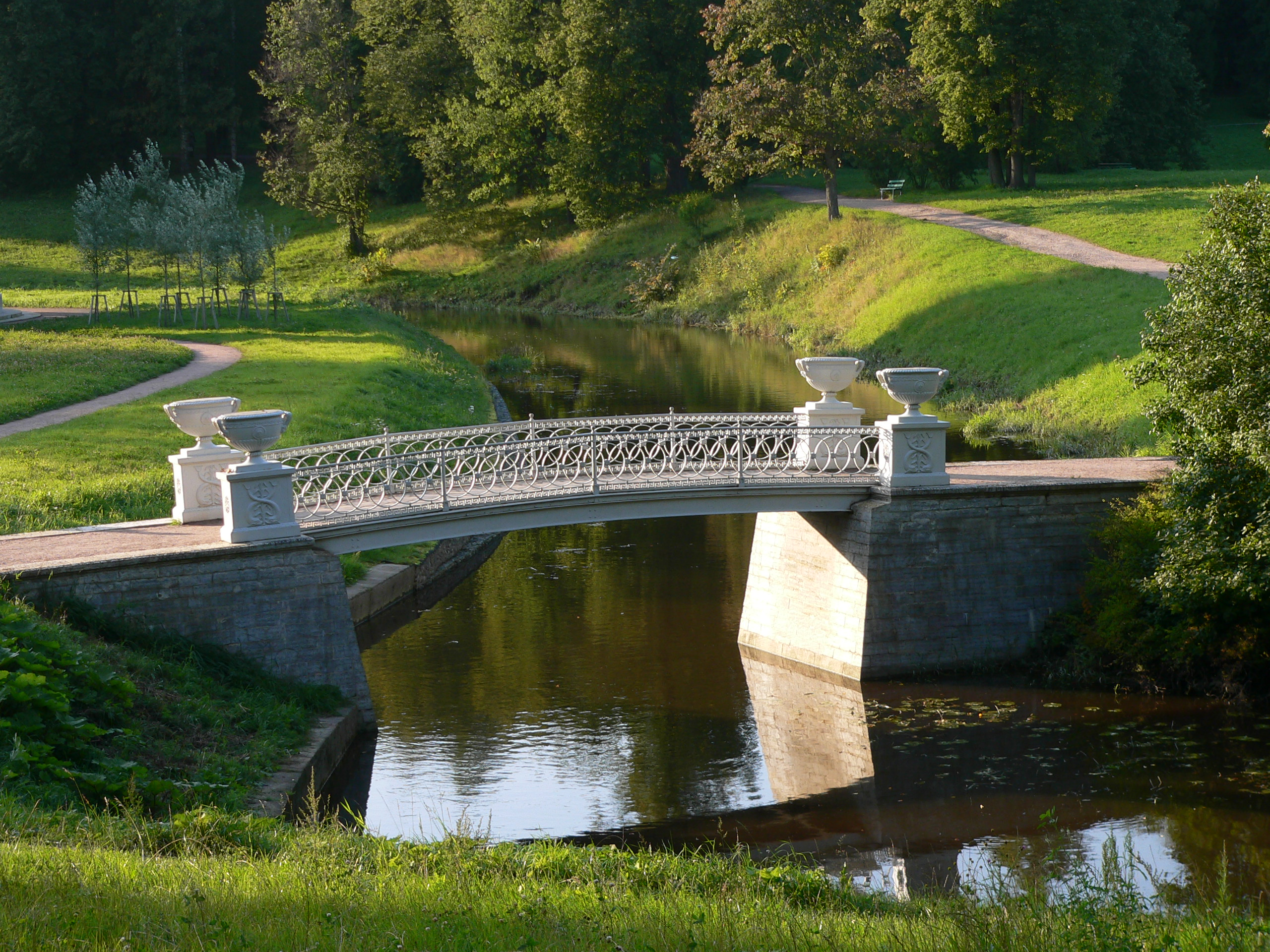
El a su paso por el Palacio Pávlovsk.

El Slavianka (en ruso: Славя́нка) es un río en el óblast de Leningrado de Rusia. Es un afluente del río Nevá, y tiene una extensión de 31 kilómetros, con una cuenca de 230 kilómetros cuadrados. 

## Características
El río comienza en un pantano a 9 kilómetros al suroeste de Pávlovsk, y fluye hacia el nororiente hacia Pávlovsk, donde atraviesa los parques del Palacio Pávlovsk. Sigue hacia el norte, y desemboca en el Neva en la zona de Rybátskoye, en San Petersburgo. 
En su desembocadura tiene 1,5 metros de profundidad. Es el típico río que fluye despacio, por una zona de tierras bajas.